# Rumen Ałabakow
Rumen Złatkow Ałabakow (bułg. Румен Златков Алабаков; ur. 2 sierpnia 1965 w Asenowgradzie) – bułgarski zapaśnik walczący w stylu wolnym. Olimpijczyk z Seulu 1988, gdzie zajął szóste miejsce w kategorii 90 kg.
Dwukrotny uczestnik mistrzostw świata, czwarty w 1991 i piąty w 1990. Piąty na mistrzostwach Europy w 1988 roku.
- Turniej w Seulu 1988

Pokonał Jerzego Niecia, Mohammada Reze Tupczi z Iranu, Bodo Lukowskiego z RFN, Huberta Bindelsa z Belgii i Austriaka Edwina Linsa. Przegrał z Kimem Tae-u z Korei Południowej i w pojedynku o piąte miejsce z Amerykaninem Jimem Scherrem.